# Pentheochaetes argentinus
Pentheochaetes argentinus là một loài bọ cánh cứng trong họ Cerambycidae.